# مارسيلو ديلجلاي دامياو
مارسيلو ديلجلاي دامياو (بالإيطالية: Marcelo Damiao)‏ هو لاعب كرة سلة برازيلي.

## الميداليات
| الميدالية | المسابقة                         |
| --------- | -------------------------------- |
| ذهبية     | بطولة أمم أوروبا لكرة السلة 1999 |

## روابط خارجية
- مارسيلو ديلجلاي دامياو على موقع الاتحاد الدولي لكرة السلة (الإنجليزية)
- مارسيلو ديلجلاي دامياو على موقع كرة السلة الأوروبية.كوم (الإنجليزية)
- مارسيلو ديلجلاي دامياو على موقع ريلجم (الإنجليزية)
- مارسيلو ديلجلاي دامياو على موقع بروبوليرز (الإنجليزية)
- مارسيلو ديلجلاي دامياو على موقع سبورتس رفرنس (الإنجليزية)
- مارسيلو ديلجلاي دامياو على موقع أوليمبيديا (الإنجليزية)